# エウリュディケ2世
エウリュディケ2世（古代ギリシア語: Eυρυδικη Β΄、ラテン文字転記：Eurydice、? - 紀元前317年）は、マケドニア王アミュンタス4世とキュナネ（ピリッポス2世とその最初の妻のアウダタとの娘）との娘で、ピリッポス2世の息子ピリッポス3世の王妃である。

## 生涯
エウリュディケは元々「アデア」という名前であったが、いつなのかは分からないがエウリュディケに変えられた。彼女は軍事の素養のあった母キュナネによって育てられて彼女から戦術を学んで雄雄しい女性に育ち、後にオリュンピアスと争った時には鎧を着て戦ったという。
紀元前323年にアレクサンドロス3世（大王）の死後、次の王を誰に決めるかが問題となった時、エウリュディケはキュナネに同行してアジアに渡った。この時キュナネは、バビロン会議の結果、摂政として実権を握った有力貴族ペルディッカスの弟アルケタスによって殺された。この事件に軍が憤慨したため、それを宥めるために（おそらくペルディッカスの計らいでその埋め合わせとして）、エウリュディケは王に即位した大王の異母兄ピリッポス3世と結婚することになった。ピリッポス3世は精神に障害を持っていたため、そこに女性であるエウリュディケの政治での主体的活動の場が与えられることになった。
紀元前321年にペルディッカスが諸将の攻撃を受けて殺されると、トリパラディソスで新体制を定めるための会議が開かれた（トリパラディソスの軍会）。ここでエウリュディケはペイトンとアリダイオスの新摂政就任に対し、自らの許可なしに何事も決めさせるべきではないと唱えた。これを受けて実力不足だった二人の摂政は辞任して代わりにピリッポス2世の頃から仕えてきた重臣アンティパトロスが次の候補にあがってきた。エウリュディケはアスクレピオドロスによって代筆されたというアンティパトロス弾劾演説を軍の集会で行って兵士たちが騒然としたため、アンティパトロスは命からがらその場を逃げた。しかし、その後将軍たちと貴族階級であった騎兵たちの支持を受けたアンティパトロスは騒動を収めて摂政に就任したため、エウリュディケの権力奪取の試みは失敗に終わった。
その後、エウリュディケは夫と共にマケドニアに戻った。紀元前319年にアンティパトロスが死ぬとエウリュディケは再び行動を開始した。アンティパトロスに後継者に指名されたポリュペルコン及び大王の母オリュンピアスと、アンティパトロスの息子で我こそは父の後を継ぐべしと考えていたカッサンドロスとの間で対立が起きると、エウリュディケはカッサンドロスと手を結んだ。エウリュディケはポリュペルコンに軍をカッサンドロスに引き渡すよう命じる手紙を書き、そして紀元前317年にオリュンピアスと一戦交えようと挙兵した。しかし、エピロスにいたオリュンピアスが大王の遺児アレクサンドロス4世を奉じて帰国してくると将兵たちはエウリュディケを見捨てて戦わずしてオリュンピアスの側につき、エウリュディケは夫と共にアンフィポリスへの途上で捕らえられた。
エウリュディケはオリュンピアスによって夫と共に狭い牢獄に軟禁された。そしてオリュンピアスはエウリュディケに剣、縄、数個のドクニンジンを送って死を命じた。この仕打ちに対してエウリュディケはオリュンピアスが自らに似た運命を辿るように祈った後、既に殺されていた夫の体の傷を拭き、「運命を嘆くこともなく不運の重さに卑屈になることもなく」、縄で首を吊って命を絶った。
その後、エウリュディケとピリッポス3世、そしてキュナネのためにカッサンドロスが葬儀を挙げ、彼らはアイガイの王墓に葬られた。

## 註
1. 1 2 3  フォティオス, cod. 92
2. ↑  アテナイオス, XIII. 560f
3. ↑  ポリュアイノス, VIII. 60
4. ↑  ディオドロス, XVIII. 39
5. 1 2  ディオドロス, XIX. 11
6. 1 2  ユスティヌス, XIV. 4
7. ↑  アイリアノス, XIII. 36
8. ↑  ディオドロス, XIX. 52